# بلبيس
مدينة بِلبِيس هي إحدى مدن محافظة الشرقية بمصر، تعد واحدة من أقدم مدن مصر وأحد أهم المدن التاريخية بها، وتمتعت عبر العصور بأهمية إستراتيجية كبرى حيث كانت تعتبر في العصور الأولى البوابة الشرقية لمصر ومعبر للوافدين عليها، وكانت بلبيس هي إحدى مقرات الهكسوس وكانت مقرًا لحكم الكثير من حكام مصر القديمة لمدة 145 عام ومنهم رمسيس الأول والثاني، وكان يطلق عليها العاصمة السابعة، وكانت بلبيس هي عاصمة ولاية الشرقية قبل أن يقوم محمد علي باشا عام 1833 بنقل عاصمة الشرقية من بلبيس إلى الزقازيق.
يرجع تاريخ بلبيس إلى عهد المصريون القدماء حيث يرجع نشأة بلبيس إلى الأسرة الرابعة، كانت الشرقية في عهد الفراعنة تسمى بـ (المقاطعة 12) من مقاطعات الوجه البحري وكانت عاصمة مصر كلها آنذاك، وكانت بلبيس هي إحدى محطات الفتح الإسلامي لمصر حيث أن آرمانوسة أبنة المقوقس كانت في طريقها لتزف إلى قسطنطين بن هرقل (قسطنطين الثالث) وأقامت في القيسارية حتى قدمت قوات عمرو بن العاص وحاصرت المدينة، ثم قام عمرو بن العاص بتسليمها إلى أبيها في جميع مالها، وتم بناء مسجد سادات قريش فيها الذي يعد أول مسجد في مصر وأفريقيا، وفي زمن الفاطميين قسمت الشرقية إلى كوَر صغيرة جُمعت مع بعضها وسميت بـ (ولاية الشرقية) وكان يديرها الكاشف، وكانت بلبيس أول مدينة تستقبل الملك الصالح أيوب عندما حكم مصر وأحدث بها الكثير من التطويرات، وعندما تولى محمد علي الحكم قسٌمت الولاية إلى أخطاط يرأس كل منها موظف باسم حاكم الخط وذلك لتنظيم الأعمال بالقرى.
تتمتع بلبيس بأهمية تاريخية ودينية، حيث ولدت بها السيدة هاجر زوجة النبي إبراهيم وأم النبي إسماعيل حينما مر بها النبي إبراهيم مع زوجته سارة إلى مصر، وكذلك ذكرت في التوراة حيث ذكرت بلبيس في التوراة بآسم (جاشان) في سفر التكوين حينما نزل النبي يعقوب إلى مصر لمقابله إبنه يوسف ووردت كذلك في سورة يوسف، وكذلك قيل إن النبي موسى ولد في بلبيس في بعض الروايات، وكانت أيضاً إحدى محطات رحلة العائلة المقدسة، وكذلك ذكر اسمها في ألف ليلة وليلة في حكاية الوزير نور الدين مع شمس الدين أخيه.
تتميز بلبيس بكونها مدينة زراعية وتربية المواشي والجمال بالإضافة إلى انتشار صناعات صغيرة بها، كما تتميز بوجود مهرجان الخيول العربية ومهرجان الهجن، وأيضاً من أشهر معالمها قاعدة بلبيس الجوية والكلية الجوية في مصر وكذلك وحدات سلاح المظلات المصرية.

## أصل التسمية
أطلقت عليها عدة أسماء في الكتب القديمة، فقد قيل (بلبيس) و (فلبيس أو فلابيس).
في عهد الدولة القديمة للفراعنة باسم «بل بس» أي «بيت الإله بس» وبس باللغة المصرية تعني القطة حيث كانت مع تل بسطة مركزا لهذا الإله في ذلك الزمان [بحاجة لمصدر]
كانت تسمى (بيس) ويقال أيضاً أن اسمها كان (بيسة) على اسم إحدى الملكات في العصر الروماني، ثم أضيف إليها (بل) فأصبحت (بل بيس) ومعناها القصر الجميل وسميت بعد ذلك بلبيس [بحاجة لمصدر]، وكان الاسم الأصلي لمحافظة الشرقية كما يشار إليه في تاريخ الجبرتي هو «شرقية بلبيس» أي الأراضي الواقعة شرق مدينة بلبيس.

## أهمية دينية
بحسب كتاب مسالك الممالك لابن حوقل ومعجم البلدان لياقوت الحموى فأن السيدة هاجر زوجة النبي إبراهيم وأم النبي إسماعيل ولدت وعاشت في بلبيس، وبالتحديد من منطقة تسمى (غيثه)، وقام ملك الهكسوس بمنح هاجر هدية للسيدة سارة لتخدمها وكانت أميرة فرعونية، ثم تزوجها النبي إبراهيم لينجب منها إسماعيل.
ذكرت ايضاً بلبيس في التوراة حيث أن منطقة (تل اليهودية) التابعة لبلبيس هي أرض (جاشان) والتي أقام بها يعقوب عند لقاءه بأبنه يوسف بعد فراقٍ دامَ سنوات، ورد في سفر التكوين «يقول ابنك يوسف قد جعلني الله سيدًا لكل مصر أنزل إلي لا تقف فتسكن في أرض جاشان جوشن وتكون قريبًا مني أنت وبنوك»،، وبعض الوثائق وأشهرها كتاب خطط المقريزي يحكي عن إقامة يوسف الصديق والأسباط في التلة ببلبيس، كذلك دفن فيها عدد من أنبياء بنى إسرائيل في منطقة سعدون التابعة لبلبيس.
كذلك ورد ذكرها في القرآن في الآية 82 من سورة يوسف ﴿وَاسْأَلِ الْقَرْيَةَ الَّتِي كُنَّا فِيهَا وَالْعِيرَ الَّتِي أَقْبَلْنَا فِيهَا وَإِنَّا لَصَادِقُونَ ۝٨٢﴾ [يوسف:82] وبحسب تفسير الطبري والبغوي أن القرية في مصر، ورجح المؤرخون أن القرية المذكورة كانت بلبيس نظراً لقربها من مقر حكم النبي يوسف وقتها ولأن الرحال كانت تشد منها إلى بلاد كنعان موطن النبي يعقوب وقتها.
ويروى الرحالة والمؤرخ الألمانى الأب فانسليب أن بلبيس استظلت فيها العائلة المقدسة بشجرة تسمى شجرة مريم، وكانت بجوارها بئر وأنبع الله عين ماء شرب منها المسيح وغسلت فيها العذراء ملابسه.

## التاريخ

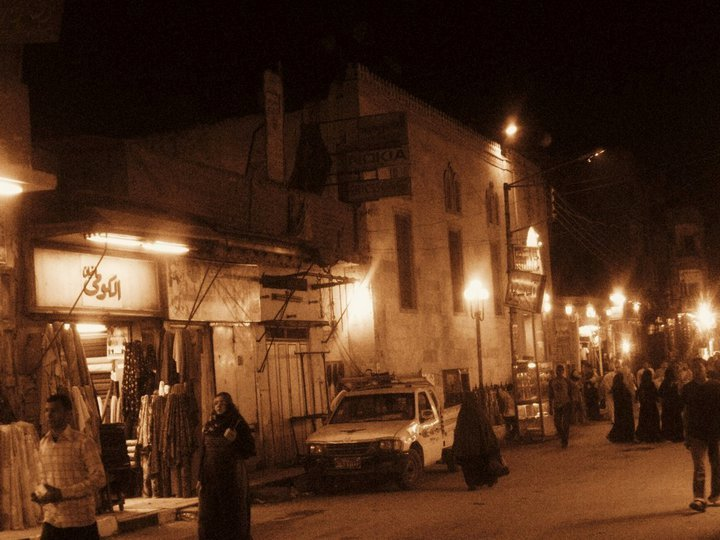
شارع بورسعيد

يرجع تاريخ بلبيس إلى عهد المصريون القدماء حينما كانت الشرقية في عهد الفراعنة تسمى بـ (المقاطعة 12) من مقاطعات الوجه البحري وكانت عاصمة مصر كلها آنذاك.
وفي أثناء الفتح الإسلامي لمصر كانت آرمانوسة أبنة المقوقس حاكم مصر في طريقها لتزف إلى قسطنطين بن هرقل (قسطنطين الثالث) وأقامت في القيسارية حتى قدمت قوات عمرو بن العاص وحاصرت المدينة وسيطرت عليها، ثم قام عمرو بن العاص من أجل كسب ود أبيها بتسليمها إلى أبيها في جميع مالها وأرسل معها قيس بن العاص السهمي وسر المقوقس بهذا الأمر.
وفي عصر الدولة الأموية، ذكر بأن السيدة زينب ابنة الإمام علي بن أبي طالب وحفيدة النبي محمد مرت ببلبيس وكان برفقتها السيدة فاطمة والسيدة سكينة ابنتا أخيها الحسين بن علي، عندما غادروا المدينة المنورة متجهين إلى مصر هرباً من يزيد بن معاوية حيث وأقاما في بلدة العباسة التي كانت تتبع بلبيس ثم أتجهن إلى الفسطاط.
المدينة لعبت دوراً وخسرت في مؤامرات السيطرة على الوزارة الفاطمية. ففي عام 1164 حوصر شيركوه في بلبيس من قبل شاور وأمالريك الأول ملك القدس الصليبي لمدة 3 أشهر، وفي عام 1168 هاجمها أمالريك الأول مرة أخرى وقد سقطت المدينة بعد 3 أيام في 4 نوفمبر ليعمل أمالريك فيها الذبح لكل سكانها بدون تمييز، رجالا ونساء وأطفالا - من مسلمين ونصارى.[بحاجة لمصدر] فظاعة المذبحة روعت نصارى مصر الذين كانوا يرون الصليبيين كمخلصين،[بحاجة لمصدر] ثم ما لبثوا أن عانوا كالمسلمين مما دعاهم إلى وقف مساندتهم للصليبيين ووضعوا أيديهم في يد المسلمين لصد الأجانب.[بحاجة لمصدر]
ذكرت بلبيس أيضاً في البداية والنهاية لأبن كثير، فحينما حاول العزيز عماد الدين عثمان الأيوبي حاكم مصر السيطرة على دمشق من أخيه الأفضل بن صلاح الدين فاستنجد بعمه العادل فسار معه وسبقه إلى دمشق، وراح الأفضل أيضا إلى أخيه الظاهر بحلب، فساروا جميعا نحو دمشق، فلما سمع العزيز بذلك وقد اقترب من دمشق كر راجعا سريعا إلى مصر، وركب وراءه العادل والأفضل ليأخذا منه مصر، وأقاما على بلبيس أياما حتى خرج إليهما القاضي الفاضل من جهة العزيز وتم توقيع الصلح.
وفي عام 636هـ حينما قبض الناصر حاكم الكرك على الصالح أيوب لمدة 7 شهور وطلب العادل الإفراج عن أخيه، وحينما سار العادل من الديار المصرية إلى بلبيس قاصدا قتال الناصر داود، فاضطرب الجيش عليه واختلفت الأمراء، وقيدوا العادل واعتقلوه وأرسلوا إلى الصالح أيوب يستدعونه إليهم، فلما وصل الصالح إلى المصريين ملكوه عليهم وكانت بلبيس أول مدينة تستقبل الملك الصالح أيوب عندما حكم مصر وأحدث بها الكثير من التطويرات.
وعندما تولى محمد علي الحكم قسمت الولاية إلى أخطاط يرأس كل منها موظف باسم حاكم الخط وذلك لتنظيم الأعمال بالقرى.
أعاد نابليون بناء استحكامات المدينة العسكرية عام 1798.

## الجغرافيا
وهي أقرب المدن إلى مدينة العاشر من رمضان وبينهما 20 كم وتمد العاشر من رمضان بالقوة البشرية التي تمثل معظم عمالة المصانع بالعاشر من رمضان وتبعد بمسافة 20 كم عن مدينة الزقازيق
يحد مركز بلبيس من الشمال – مركزي الزقازيق وأبو حماد
يحدها من الغرب - مركزي مشتول السوق ومنيا القمح وأبو حماد
يحدها من الجنوب – محافظة القليوبية
يحدها من الشرق - محافظة الإسماعيلية

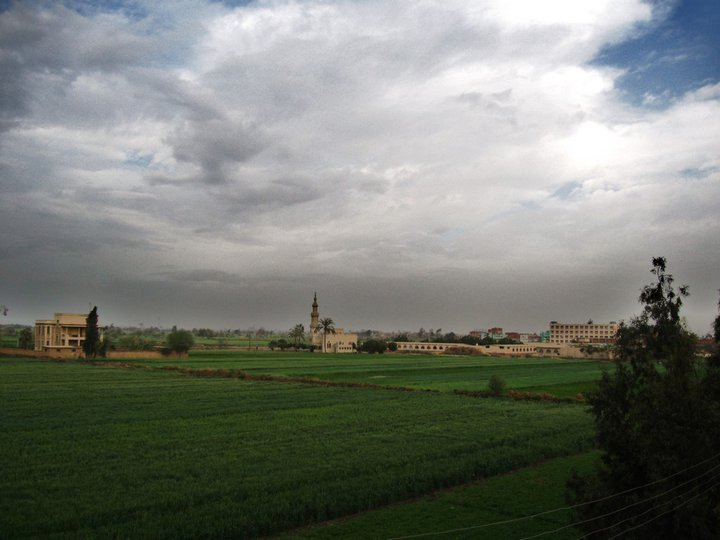
أطراف المدينة بالحقول الزراعية

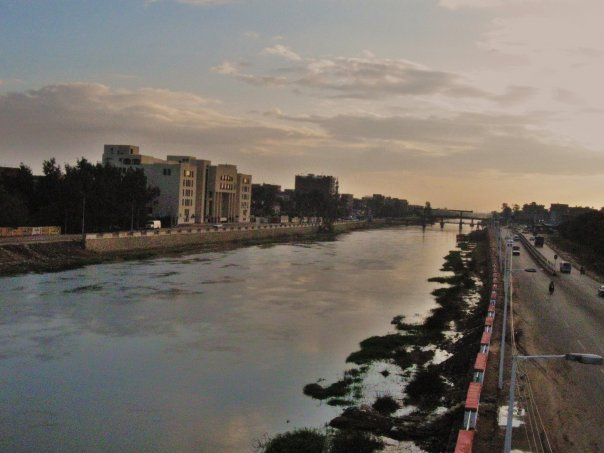
صورة من أعلى الكوبري العلوي بمدخل المدينة

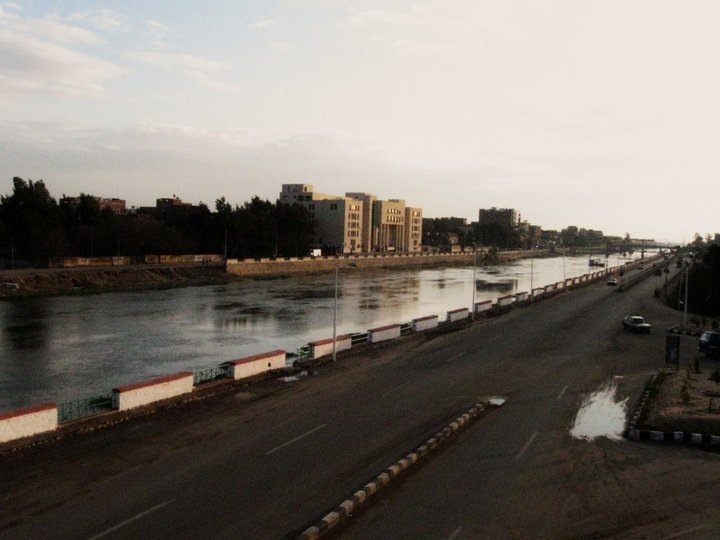
صورة لمدخل المدينة من الناحية الشرقية

وتبلغ مساحة المركز 742.524 كم2 وتمثل 15.4% بالنسبة لإجمالي مساحة المحافظة وتمثل ثاني مركز من حيث المساحة بالنسبة لمراكز المحافظة.

## الأهمية الإستراتيجية
أن موقع مدينة بلبيس أعطاها أهمية عسكرية وإستراتيجية منذ فجر التاريخ فمنذ عصر الفراعنة وهي مدخل مصر من الشرق.
وزادت أهميتها في العصر الحديث من بعد نكسة 1967 حيث كانت نقطة الدفاع الأولى بعد أن فقدت القوات المسلحة المصرية عتادها في سيناء ومدن القنال.
- حيث تحتوي مدينة بلبيس على الكلية الجوية المصرية والعديد من الوحدات والمطارات التي ساهمت في حرب أكتوبر 1973.
- ويقع مركز قوات الصاعقة المصرية بقرية إنشاص الموجودة بمركز بلبيس.
- وتوجد أيضاً قوات المظلات الجوية على أطراف مدينة بلبيس.
-والعديد من الوحدات العسكرية الرئيسية مما أعطاها مركزاً عسكرياً واستراتيجياً هاماً في جمهورية مصر العربية.

## المناخ

### درجات الحرارة
تصل أقصى درجات الحرارة انخفاضا في شهر يناير حيث تصل إلى 7 درجة مئوية والقصوى 19 درجة مئوية، وتصل درجة الحرارة أقصى مداها في شهر أغسطس حيث تصبح درجة الحرارة في حدها الأقصى إلي 34 درجة والأدنى 22 درجة أما المتوسط فتصل إلى 28 درجة مئوية
الأمطار
متوسط سقوط المطر في بليبس يصل إلى مداه في شهر يناير ويليه شهر نوفمبر وبالترتيب ديسمبر، مارس، فبراير، أكتوبر، أبريل على السواء وينعدم المطر في كلا من يونيو ويوليو وأغسطس وسبتمبر ومتوسط البخر خلال السنة يصل مداه إلى 16 في شهر أغسطس وأقلهم في شهري يناير وفبراير وتصل متوسط البخر فيهما إلى 7 درجات ويصل متوسط درجات الرطوبة يصل إلى مداه في شهر أكتوبر أقل نسبة لها في شهري أبريل ومايو.
| البيانات المناخية لـBilbeis       | البيانات المناخية لـBilbeis | البيانات المناخية لـBilbeis | البيانات المناخية لـBilbeis | البيانات المناخية لـBilbeis | البيانات المناخية لـBilbeis | البيانات المناخية لـBilbeis | البيانات المناخية لـBilbeis | البيانات المناخية لـBilbeis | البيانات المناخية لـBilbeis | البيانات المناخية لـBilbeis | البيانات المناخية لـBilbeis | البيانات المناخية لـBilbeis | البيانات المناخية لـBilbeis |
| الشهر                             | يناير                       | فبراير                      | مارس                        | أبريل                       | مايو                        | يونيو                       | يوليو                       | أغسطس                       | سبتمبر                      | أكتوبر                      | نوفمبر                      | ديسمبر                      | المعدل السنوي               |
| --------------------------------- | --------------------------- | --------------------------- | --------------------------- | --------------------------- | --------------------------- | --------------------------- | --------------------------- | --------------------------- | --------------------------- | --------------------------- | --------------------------- | --------------------------- | --------------------------- |
| متوسط درجة الحرارة الكبرى °م (°ف) | 18.7 (65.7)                 | 20 (68)                     | 23.7 (74.7)                 | 27.9 (82.2)                 | 31.7 (89.1)                 | 34.5 (94.1)                 | 34.2 (93.6)                 | 34.1 (93.4)                 | 31.8 (89.2)                 | 30.1 (86.2)                 | 25.3 (77.5)                 | 21 (70)                     | 27.8 (82.0)                 |
| المتوسط اليومي °م (°ف)            | 13.1 (55.6)                 | 13.8 (56.8)                 | 16.8 (62.2)                 | 20.2 (68.4)                 | 23.9 (75.0)                 | 27 (81)                     | 27.5 (81.5)                 | 27.6 (81.7)                 | 25.3 (77.5)                 | 23.4 (74.1)                 | 19.8 (67.6)                 | 15.1 (59.2)                 | 21.1 (70.1)                 |
| متوسط درجة الحرارة الصغرى °م (°ف) | 7.5 (45.5)                  | 7.7 (45.9)                  | 10 (50)                     | 12.6 (54.7)                 | 16.1 (61.0)                 | 19.5 (67.1)                 | 20.9 (69.6)                 | 21.2 (70.2)                 | 18.9 (66.0)                 | 16.8 (62.2)                 | 14.3 (57.7)                 | 9.2 (48.6)                  | 14.6 (58.2)                 |
| الهطول مم (إنش)                   | 7 (0.3)                     | 3 (0.1)                     | 3 (0.1)                     | 1 (0.0)                     | 1 (0.0)                     | 0 (0)                       | 0 (0)                       | 0 (0)                       | 0 (0)                       | 2 (0.1)                     | 4 (0.2)                     | 4 (0.2)                     | 25 (1)                      |
| المصدر: Climate-Data.org          |                             |                             |                             |                             |                             |                             |                             |                             |                             |                             |                             |                             |                             |

### السطح والتربة
هناك بعض الكثبان الرملية في السهل الرملي وجزء منه متمثل بمركز فاقوس ولها آثارها السيئة على عمليات استخدام الأراضي واستصلاحها للزراعة وهي موجودة على مناسيب مختلفة تتراوح بين 10 م: 45 م فوق مستوى سطح البحر ،
أما طبيعة التربة في بلبيس فهناك جزء منها يتكون من تربة منقولة بفعل الرياح وهناك مناطق نجد التربة مختلطة التكوين بين الأراضي الرملية وترسيب مياه النيل، وفي جنوب بلبيس نجد التربة رملية التكوين، ومن ذلك نجد أن تربة المركز تتميز بالتنوع.

## عدد السكان

ميدان الطائرة بمدخل المدينة

يبلغ العدد التقديري لسكان مركز بلبيس نحو 900,470 نسمة منهم 200,949 شخصًا في الحضر و699,521 شخصًا في الريف حسب تالقديرات لعام 2024م.

### التقسيم الاداري

خريطة مركز بلبيس

وقد كانت بلبيس قاعدة الحوف الشرقي أيام العرب ثم قاعدة لأعمال الشرقية في الدولة الفاطمية وقد استمرت إلى آخرالحكم الجركسي ثم قاعدة لولاية الشرقية حتى عام 1832في عهد محمد علي حيث نقل ديوان المديرية لمدينة الزقازيق.
ويتكون مركز بلبيس الآن من مدينة بلبيس قاعدة المركز و9 وحدات محلية قرية تضم 50 قرية و391 قرية وتوابع والقرى هي:
1. الشولية
2. سلمنت
3. الزوامل
4. الجوسق
5. البلاشون
6. ميت حمل
7. العدلية
8. أنشاص الرمل
9. بير عمارة
10. تل روزن
11. أولاد سيف
12. ااكفر القديم
13. شبرا النخلة
14. غيتة
15. كفر أيوب سليمان
16. كفر إبراهيم العايدي
17. كفر بني عليم

| العدد | التقسيم الإداري   | العدد | التقسيم الإداري |
| ----- | ----------------- | ----- | --------------- |
| 9     | وحدة محلية        | 1     | مدينة           |
| 41    | عدد القرى التابعة | 50    | قرية رئيسية     |
| 19    | توابع المدينة     | 348   | عدد توابع القرى |

## البنية التحتية

### التعليم
يوجد مبنى الإدارة التعليمية لمركز بلبيس بالمدينة نفسها
وتضم مدينة بلبيس معهدين تعليم عالي
- المعهد العالي للهندسة الإلكترونية
- أكاديمية بلبيس للعلوم والتكنولوجيا والتي تضم «المعهد العالي للعلوم الإدارية، المعهد العالي للإعلام، المعهد العالي للقانون» وتقع على طريق بلبيس / القاهرة الصحراوي
- أكاديميه العبور للتكنولوجيا والتي تبعد بمسافة 10 كيلو عن المدينة.
- معهد الدعوة (أكاديمية الدعوة) معهد إعداد دعاة لتخريج الدعاة والخطباء على المنهج الوسطي القرآن والسنة الصحيحة بفهم الصحابة والعلماء يحصل الدارس على شهادة من الأوقاف وتديره جمعية أنصار السنة فرع بلبيس، ويقع خلف مسجد التوحيد (شارع أبو بكر الصديق بجوار المطحن)
- المعهد العالي لإدارة المنشآت الصناعية طريق بلبيس- العباسة – محافظة الشرقية

### الصحة
يحتوي مركز بلبيس على عدد كبير من المراكز الصحية التابعة لوزارة الصحة في أهم القري بها، وتوجد مستشفى بلبيس الكبير بالمدينة نفسها.
وأيضاً تحتوي المدينة على عدد من المستشفيات الخاصة أو التابعة لجمعيات أهلية
مثل:
- مستشفى بلبيس العام
- مستشفى الحميات العام
- مستشفى الغندور - طريق عبد المنعم رياض (تأسست عام 1991 م)
- مستشفى التوحيد الخيري (ش الثانوية بنين)
- مستشفى الرحمة

وعدد من المستشفيات الخاصة والوحدات الصحية المتميزة

### المواصلات

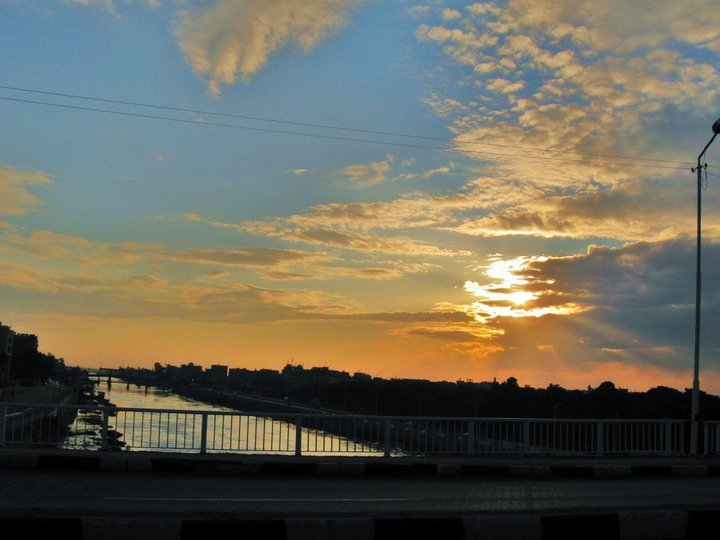
من أعلى الكوبري العلوي

يوجد بمدينة بلبيس شبكة مواصلات داخلية «سرفيس» تربط معالم المدينة الرئيسية ببعضها وهما خطان:
1. خط من أمام مجلس مدينة بلبيس حتى محطة القطار.
2. خط من أمام مجلس مدينة بلبيس مروراً بترعة الإسماعيلية «البحر» حتى الكلية الجوية.

ويوجد بمركز بلبيس شبكة مواصلات داخلية تربط المدينة بجميع أنحاء المركز من قرى وكفور، وتحتوي مدينة بلبيس على مواقف أجرة لمدن مختلفة
1. موقف سيارات الأجرة (من بلبيس إلى بني عليم وبلاد العايد) بوسط المدينة.
2. موقف سيارات الأجرة (من بلبيس إلى الزقازيق) بوسط المدينة.
3. موقف سيارات الأجرة (من بلبيس إلى الزقازيق) الموقف الكبير.
4. موقف سيارات الأجرة (من بلبيس إلى العاشر من رمضان) بحي الزهور.
5. موقف سيارات الأجرة (من بلبيس إلى القاهرة - طريق زراعي) بحي الزهور.
6. موقف سيارات الأجرة (من بلبيس إلى القاهرة - مدينة السلام، طريق صحراوي) الموقف الكبير.
7. موقف سيارات الأجرة (من بلبيس إلى الإسماعيلية - طريق زراعي) الموقف الكبير.
8. موقف سيارات الأجرة (من بلبيس إلى أبوحماد) الموقف الكبير.

## الثقافة
تضم قصر ثقافة بلبيس
وكان يوجد بها عدد من السينمات.

### المساجد
يوجد بها آثار إسلامية منها:

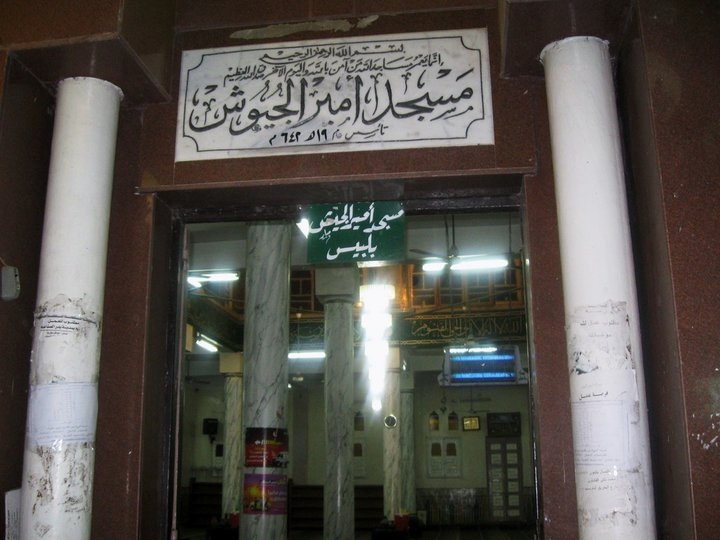
مسجد أمير الجيش

إن السمة المميزة لآثار بلبيس هي آثار إسلامية وأضرحة قديمة وهي موجودة بالمدينة نفسها منها
- مسجد عثمان بن الحارث الأنصاري
- مسجد أمير الجيش
- مسجد المقرقع بالقيسارية.
- المسجد الكبير (مسجد المعز للدين «الشيخ المنسي حالياً») بمنطقة القيسارية
- المسجد الكبير (مسجد الظاهر بيبرس بقرية ميت حمل)
- مسجد سادات قريش : يقع بمدينة بلبيس وهو من أهم المعالم الإسلامية البارزة وهو من أقدم المساجد في وبني المسجد عام 19 هجرية وهو موجود بشارع بور سعيد بمدينة بلبيس.
- مسجد التيجانية.

### أحداث وأنشطه
مهرجان الخيول العربية:
ويتميز مركز بلبيس بوجود مهرجان سنوي للخيول العربية وهو من السباقات الدولية ويحضره لفيف من الزوار الأجانب والعرب المهتمين بحضور مهرجانات الخيول في العالم حيث أن محافظة الشرقية تمتاز بأن بها أجود وأغلى أصناف الخيول العربية في العالم وانتشرت هذه الرياضة وتربية الخيول والمبارزة التي تتنوع بين المبارزة بالعصا والخيزران والجريد والسيف والعصا المعدنية والتي تطورت حتى أصبحت أحد ألعاب الرياضة باستخدام الحصان التي تطورت بعد ذلك،
وقد دخلت هذه الرياضة في عهد عمرو ابن العاص، وقد ظهرت على أرض بلبيس عائلات شهيرة بتربية الخيول العربية الأصيلة ويشاركون في المسابقات السنوية.
مهرجان الهجن:
يقام سنوياً أيضاً على أرض المهرجان بصحراء بلبيس على طريق بلبيس والعاشر من رمضان «طريق 45» وهو مهرجان مشهور جداً على مستوى جميع الدول العربية والأفريقية.

### الجمعيات الأهلية
- جمعيه صناع الحياة لتنمية المجتمع فرع بلبيس
- جمعية رسالة للأعمال الخيرية | فرع بلبيس [18]
- جمعية خير لتنمية المجتمع بقرية ميت حمل
- جمعية تنمية المجتمع ببلبيس
- الجمعية الشرعية
- شباب الجامعات
- جماعة أنصار السنة المحمدية [19]
- جمعية راقم لفن الخط العربي
- جمعية التراحم
- جمعية النهضة

### أعلام بلبيس

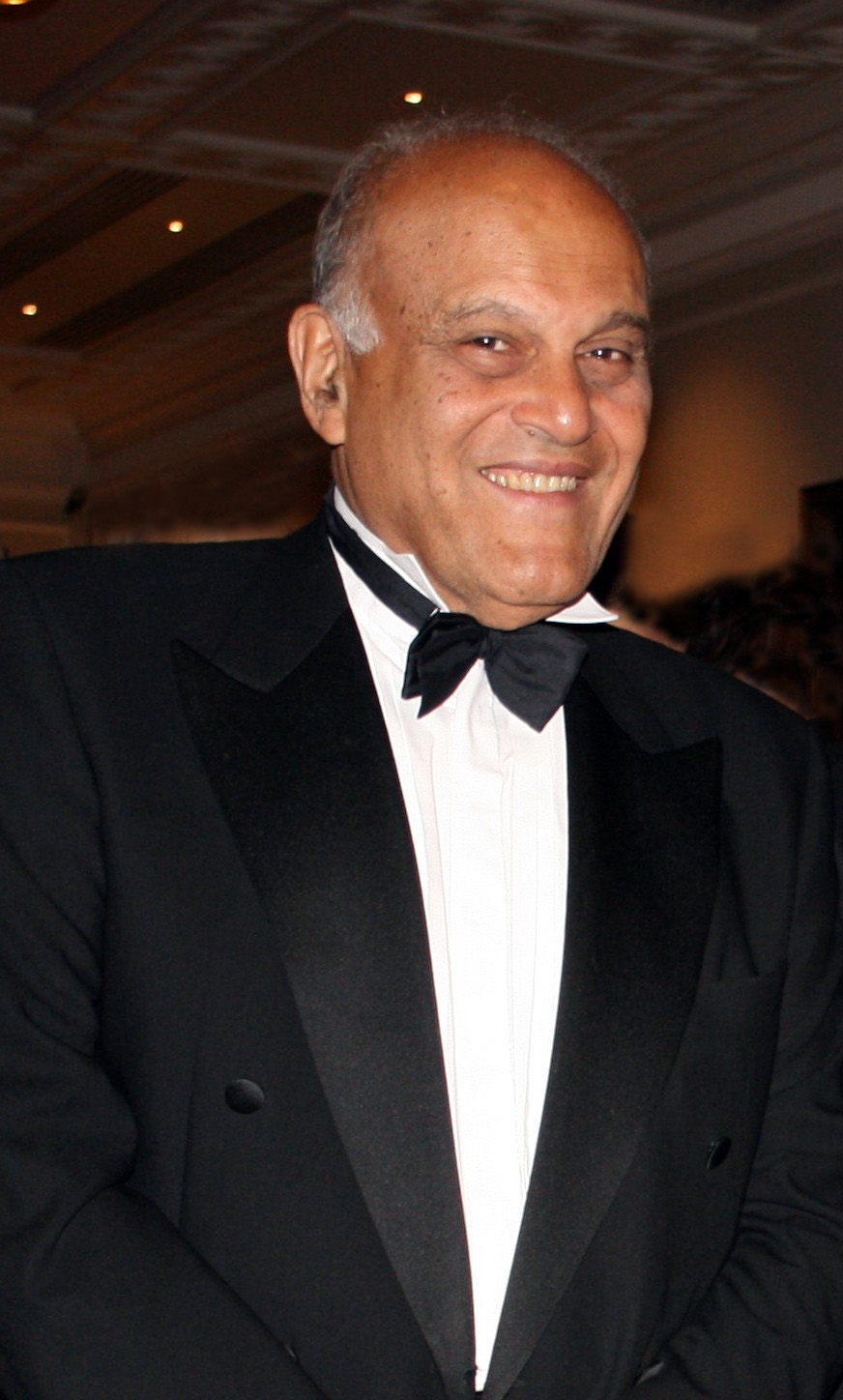
الجراح العالمي مجدي يعقوب

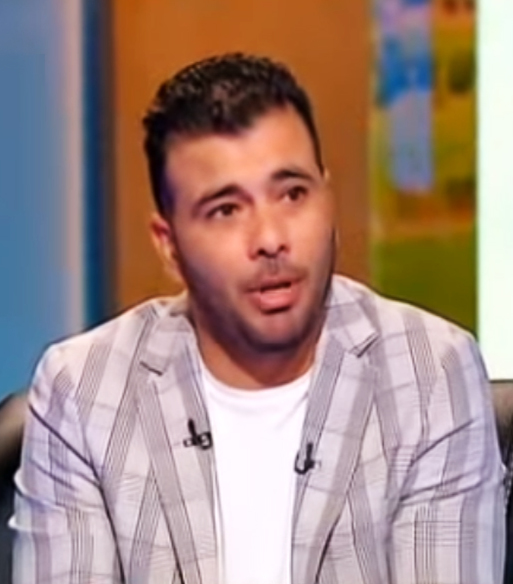
لاعب كرة القدم عماد متعب

- أبو يحيي زكريا الأنصاري، قاضي القضاة ومحدث وفقيه ومفسر شافعي، ولد عام 823هـ في قرية السنكية التي كانت تتبع بلبيس (قرية الحلمية بأبو حماد حالياً).
- الإمام الحافظُ المفسر أبو الحسن الحوفي الشبراوي المتوفَّى سنة 430 هـ، أول من طرق الباب في علوم القرآن، وأول من درَّس بالأزهر الشريف بعد إنشائه بخمسين عاماً في الدولة الفاطميَّة. وهو من قرية قرية شبرا النخلة.
- الشيخ سليمان الجوسقي مناضل وقائد مقاومة وعالم أزهري، من قرية (الجوسق)، يعد أبرز رموز المقاومة ضد الحملة الفرنسية على مصر عام 1798 وكان أحد قادة ثورة القاهرة الأولى، وهو من قام بصفع نابليون بونابرت واشتهرت قصته بـ«كف الجوسقي».
- الشيخ أحمد الحملاوي . عالم لغوي مصري وأحد رواد علم اللغة والصرف بالقرن التاسع عشر.
- الإمام الأكبر د. عبد الحليم محمود: شيخ الأزهر الأسبق ووزير مصري سابق ولد الأمام الأكبر بعزبة أبو أحمد بالبر الشرقي وتسمى حاليا قرية السلام.
- الجراح مجدي يعقوب: السير مجدي حبيب يعقوب بروفيسور مصري بريطاني وجراح قلب بارز ولد في 16 نوفمبر 1935 ببلبيس بمصر لعائلة قبطية أرثوذكسية تنحدر أصولها من أسيوط.
- الشيخ محمد محمود علوان: شيخ مشايخ الطرق الصوفية وينتهى نسبه الشريف لرسول الله (صلى الله عليه وسلم)- وانتخب عضواً بمجلس النواب دورتي عام 1945م وعام 1950، تولى منصب شيخ مشايخ الطرق الصوفية عام 1957م، وافته المنية عام 1970م .
- لاعب كرة القدم عماد متعب: لاعب كرة قدم من مواليد بلبيس، يلعب في النادي الأهلي ومنتخب مصر وحقق بطولة أمم أفريقيا 3 مرات بالإضافة إلى العديد من البطولات المحلية والقارية والعالمية.
- لاعب كرة القدم محمد صبري: لاعب الفريق الأول بنادي الزمالك سابقاً ومنتخب مصر سابقاً.
- الشيخ صفوت الشوادفي: أحد كبار أعضاء جماعة أنصار السنة المحمدية.
- الشيخ محمد صفوت نور الدين: الرئيس السادس لجماعة أنصار السنة المحمدية.
- الدكتور إبراهيم أبو العيش (1937 -2017)، عالم مصري في الكيمياء التطبيقية، حصل على جائزة نوبل البديلة في التنمية البشرية وهو صاحب مجموعه شركات سيكم للزراعه الحيويةح ونال العديد من الجوائز العالمية.[20]

## الثروات الطبيعية ومجالات الاستثمار
من أهم الثروات الطبيعية (طفله –زلط- رمال -البرتقال -والموالح) ويوجد بها منطقتين للاستثمار:
المنطقة الأولى على طريق بلبيس القاهرة الصحراوي ومساحتها 700 فدان بها صناعات (غزل ونسيج – مواد غذائية - كيماوية ودوائية - خشبية – هندسية- مواد - أنشطة أخرى).
المنطقة الثانية وتقع على طريق بلبيس العاشر مساحتها 72 فدان تم تخطيطها بواسطة الأجهزة الفنية والتخطيطية المتخصصة في المحافظة وتم تقسيمها إلى 191 قطعة أرض مساحات 1000م2بها صناعات (غزل ونسيج - مواد غذائية. كيمياوية ودوائية هندسية - مواد بناء- معدنية...أنشطة أخرى).

## الثقافة والتراث
ورد اسم بلبيس عدة مرات في الكتب التراثية، حيث ورد اسمها في المسالك لإبن حوقل أنها من مدن مصر، وفي صبح الأعشى قال عنها أنها مدينة متوسطة بها المساجد والمدارس والأسواق وهي محطة رحال الدرب الشامي وهي «قصبة الحوف» أي (قاعدة إقليم الشرقية) وبها وإلى الحرب وبها جوامع ومدارس وأسواق وفنادق وبساتين ونخيل وهي مسورة ويمر بها نهر النيل أيام زيادته.
ذُكرت بلبيس في ألف ليلة وليلة (النسخة المحققة) في حكاية الوزير نور الدين مع شمس الدين أخيه، حيث مر بها سلطان مصر وهو في رحلته إلى البصرة.